# Rupia morska
Rupia morska (Ruppia maritima L.) – gatunek roślin z rodziny rupiowatych (Ruppiaceae).

## Rozmieszczenie geograficzne
Gatunek kosmopolityczny. W Polsce największe skupienie stanowisk znajduje się w Zatoce Puckiej.

## Morfologia

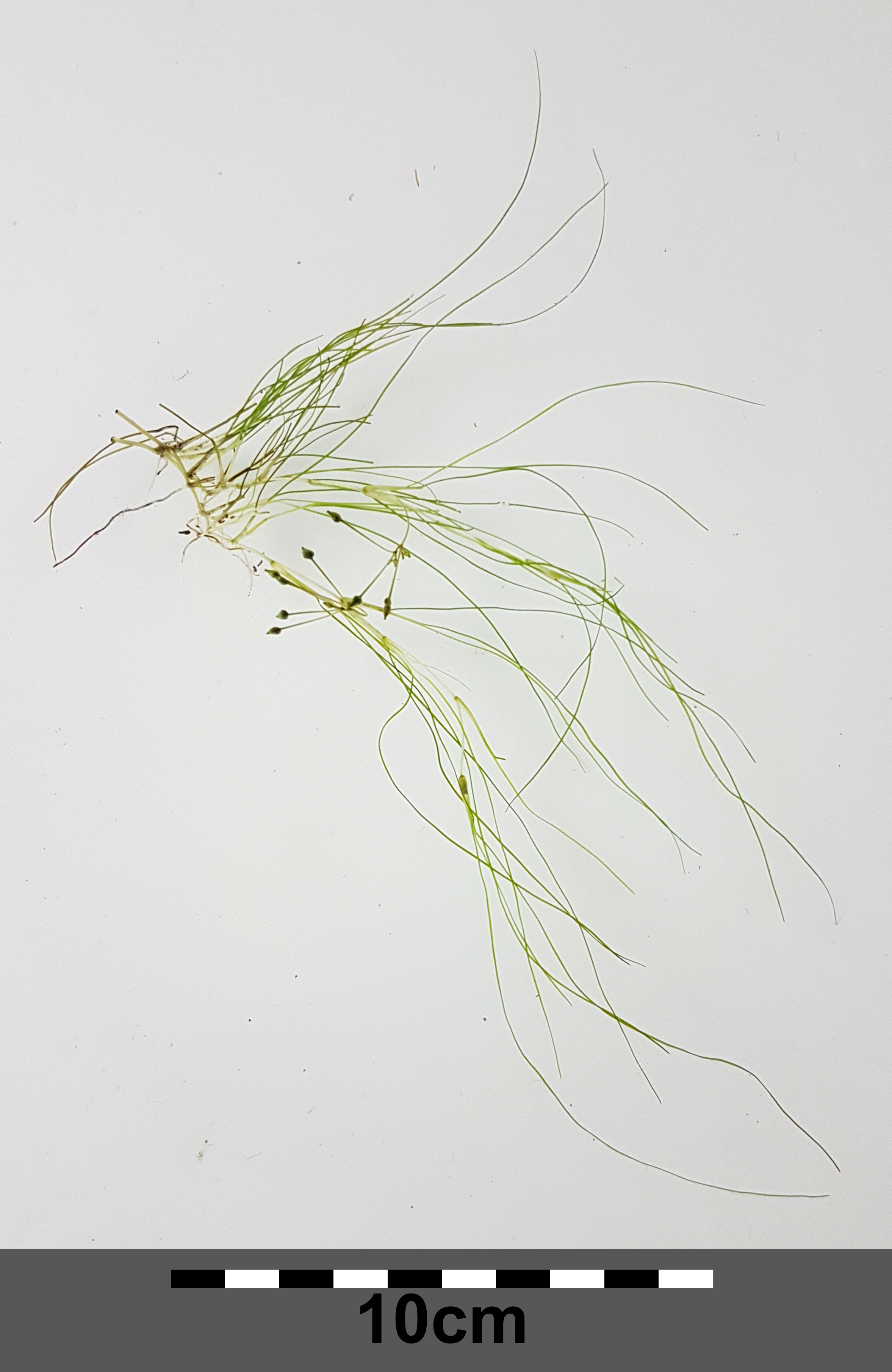
Pokrój

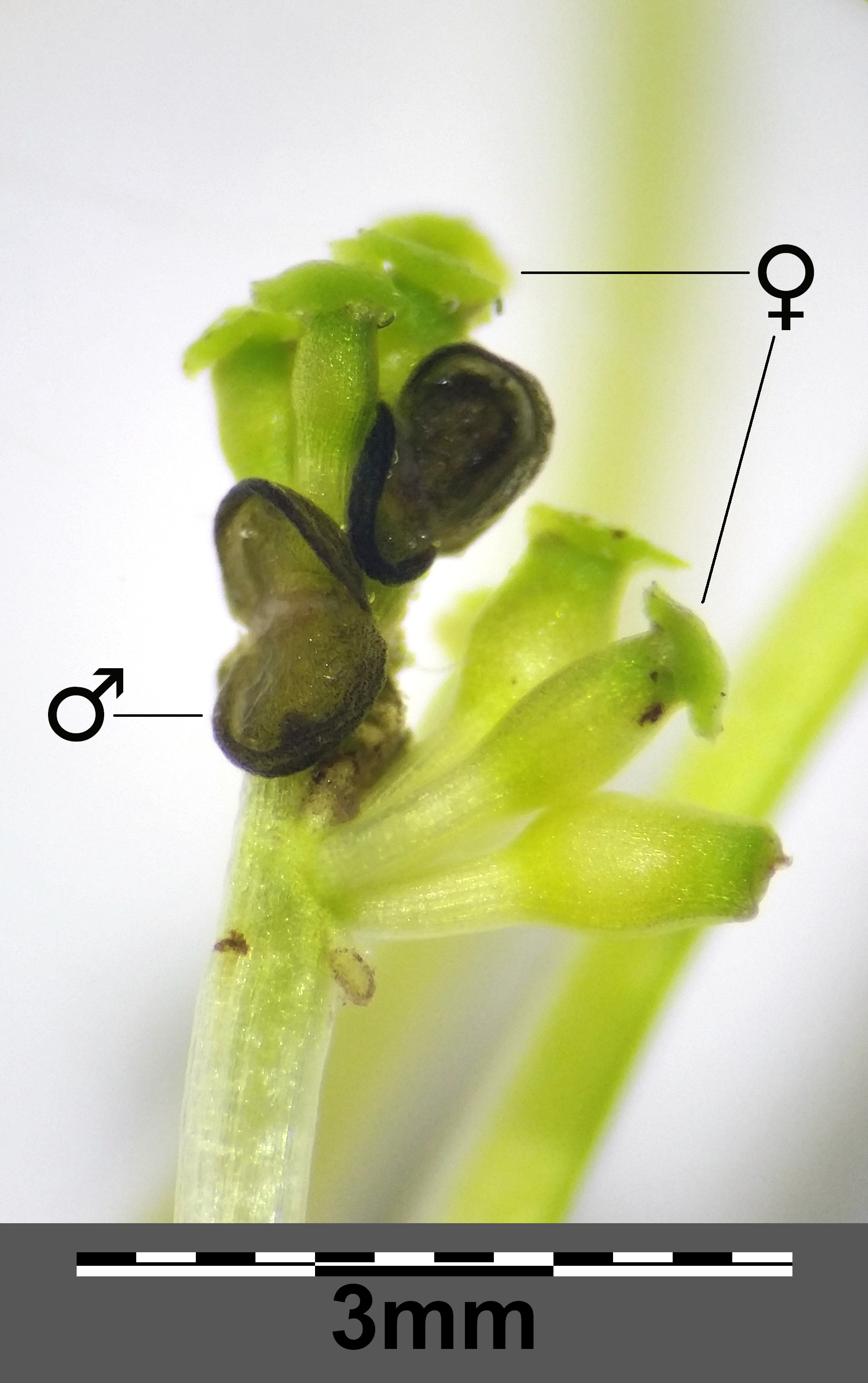
Kwiatostan

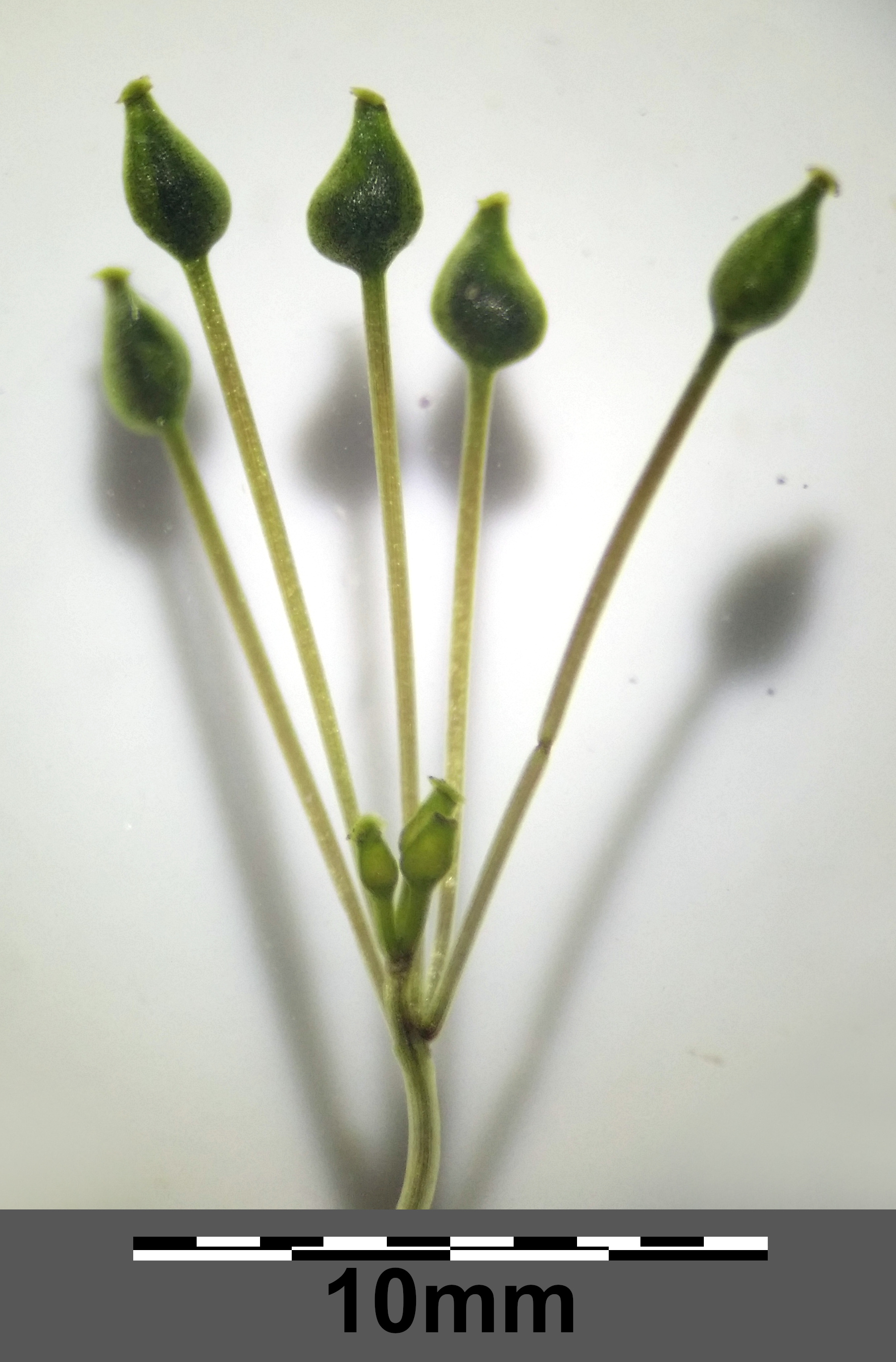
Owoce

ŁodygaCienka (ok. 1 mm grubości), obła, do 20 cm długości, płożąca się po dnie, zakorzeniona w węzłach.
LiścieJasnozielone, równowąsko-nitkowate, ustawione w dwóch rzędach.
KwiatyDrobne, pozbawione okwiatu.
OwoceSkupione w baldaszek.

## Biologia i ekologia
Bylina, hydrofit. Rośnie w słonych wodach w przybrzeżnych partiach mórz. Kwitnie od czerwca do września. Liczba chromosomów 2n=20. Gatunek charakterystyczny klasy Ruppietea maritimae.

## Zagrożenia
Kategorie zagrożenia gatunku:
- Kategoria zagrożenia w Polsce według Czerwonej listy roślin i grzybów Polski (2006)[7]: E (wymierający); 2016: VU (narażony)[8].
- Kategoria zagrożenia w Polsce według Polskiej czerwonej księgi roślin (2001, 2014): VU (narażony)[9].